# Mimetus crudelis
Mimetus crudelis är en spindelart som beskrevs av O. Pickard-Cambridge 1899. Mimetus crudelis ingår i släktet Mimetus och familjen kaparspindlar.
Artens utbredningsområde är Guatemala. Inga underarter finns listade i Catalogue of Life.